# 江家福
江家福（1938年—），广西荔浦人，壮族，中华人民共和国政治人物，原国家民族事务委员会副主任，党组副书记，兼任中华全国总工会副主席。